# Heteropygas biangulata
Heteropygas biangulata är en fjärilsart som beskrevs av Walker 1865. Heteropygas biangulata ingår i släktet Heteropygas och familjen nattflyn. Inga underarter finns listade i Catalogue of Life.